# Гребневский сельский округ (Московская область)
Гребневский сельский округ — упразднённая административно-территориальная единица, существовавшая на территории Щёлковского района Московской области в 1994—2006 годах.
Гребневский сельсовет был образован 31 июля 1959 года в составе Балашихинского района Московской области путём объединения Амеревского и Новского с/с.
28 июля 1960 года Гребневский с/с был передан в Щёлковский район.
1 февраля 1963 года Щёлковский район был упразднён и Гребневский с/с вошёл в Мытищинский сельский район. 11 января 1965 года Гребневский с/с был возвращён в восстановленный Щёлковский район.
19 апреля 1978 года из Гребневского с/с в черту города Щёлково были переданы селения Амерево, Кожино, Потапово и территории жилых посёлков завода железобетонных конструкций и РТС.
3 февраля 1994 года Гребневский с/с был преобразован в Гребневский сельский округ.
7 июля 1999 года в Гребневском с/о был упразднён посёлок Гребневской больницы.
5 мая 2004 года в Гребневском с/о посёлок фирмы «Луч» был включён в черту деревни Гребнево.
13 сентября 2004 года из Гребневского с/о в черту города Фрязино была передана деревня Чижово.
В ходе муниципальной реформы 2004—2005 годов Гребневский сельский округ прекратил своё существование как муниципальная единица. При этом все его населённые пункты были переданы в сельское поселение Гребневское.
29 ноября 2006 года Гребневский сельский округ исключён из учётных данных административно-территориальных и территориальных единиц Московской области.